# Seattle Metropolitans

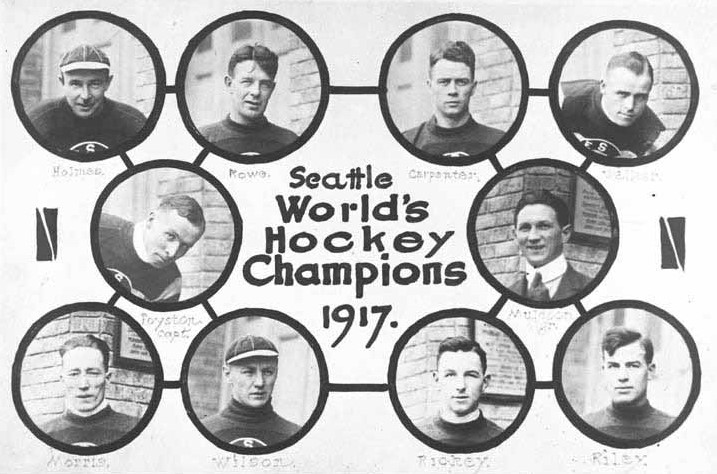
Laget som vann Stanley Cup 1917. Övre raden: Harry "Hap" Holmes, Bobby Rowe, Ed Carpenter och Jack Walker. Mellanraden: Frank Foyston och Pete Muldoon. Nedre raden: Bernie Morris, Cully Wilson, Roy Rickey och Jim Riley.

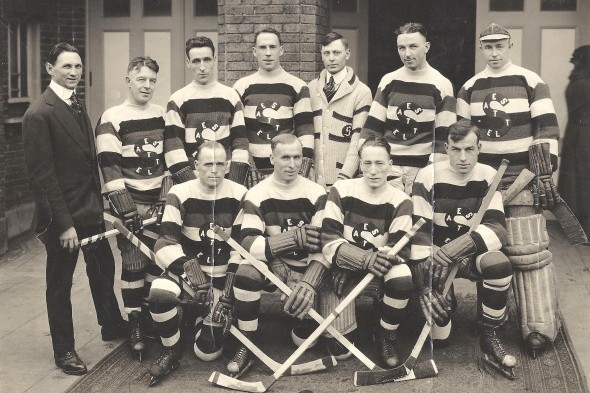
Seattle Metropolitans ca. 1919–1921. Översta raden: Pete Muldoon, Bobby Rowe, Charles Tobin, Hugh "Muzz" Murray, okänd, Roy Rickey, Harry "Hap" Holmes. Främre raden: Jack Walker, Frank Foyston, Bernie Morris, Jim Riley.

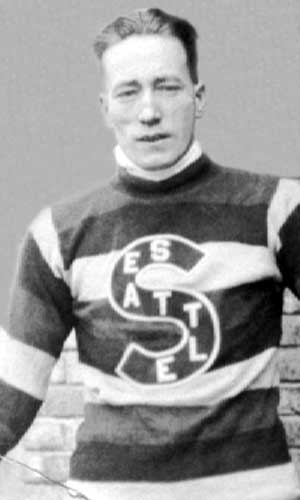
Bernie Morris med Seattle Metropolitans.

Seattle Metropolitans var ett amerikanskt professionellt ishockeylag från Seattle, Washington, som spelade i Pacific Coast Hockey Association 1915–1924.

## Historia
Seattle Metropolitans blev det första amerikanska laget att vinna Stanley Cup 1917, då de besegrade kanadensiska Montreal Canadiens med 3-1 i matcher och 23-11 i målskillnad. 14 av målen gjordes av Bernie Morris. Sex av målen gjorde Morris i den fjärde matchen som Metropolitans vann med 9-1.
Metropolitans spelade även Stanley Cup-final 1919 och 1920. 1919 skulle den avgörande matchen mot Montreal Canadiens spelas den 1 april men startade dock aldrig då för många spelare i Canadiens hade insjuknat i spanska sjukan. Canadiens back Joe Hall dog den 5 april 1919 i lunginflammation som ett resultat av influensapandemin. 1920 förlorade Metropolitans finalen mot Ottawa Senators.

### Seattle Metropolitans 1916–17
Laget som vann Stanley Cup 1917: Frank Foyston, Bernie Morris, Bobby Rowe, Ed Carpenter, Jack Walker, Cully Wilson, Harry "Hap" Holmes, Roy Rickey, Jim Riley och tränaren Pete Muldoon.